# LazyTown

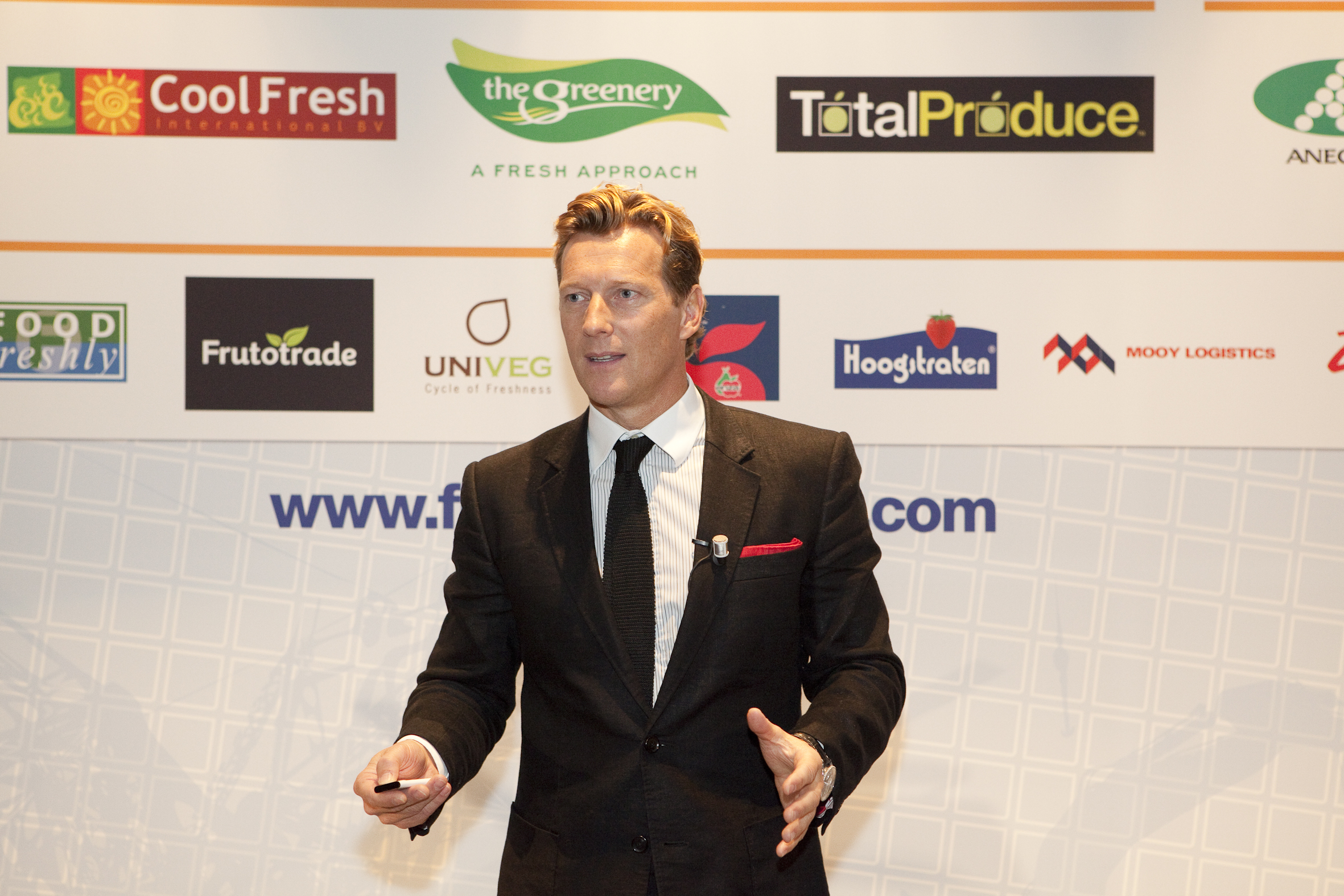
Magnús Scheving.

LazyTown (islandés: Latibær) es una serie de televisión infantil islandesa en inglés creada por Magnús Scheving, campeón de acrobacias y director ejecutivo de LazyTown Entertainment, quien también actúa en la serie dando vida al personaje principal, Sportacus. La serie fue realizada en Islandia por la RÚV y su elenco está conformado por actores de Islandia, Reino Unido y Estados Unidos. Está compuesta por cuatro temporadas con 79 episodios en total.
La serie narra las aventuras que ocurren en un pueblo ficticio llamado LazyTown, en donde el Guardián N.º 10, Sportacus (Magnús Scheving) enseña a sus habitantes a llevar una vida saludable y a ser más activos. Además, ayuda a resolver problemas que se presenten entre ellos mismos. El programa combina acción en vivo, títeres e imágenes generadas por computadora, lo que lo convierte, según sus creadores, en uno de los espectáculos infantiles más caros jamás realizados.
Concebida originalmente por Nickelodeon en 2003, la serie se estrenó a las 10:30 a. m. ET/PT el 16 de agosto de 2004 en Nick Jr. en Estados Unidos, con una primera temporada emitida entre 2004 y 2006, y una segunda emitida entre 2006 y 2007. En Latinoamérica se estrenó por Discovery Kids en 2005; en España se emitió por Playhouse Disney.
En 2011 la franquicia LazyTown Entertainment es adquirida por Turner Broadcasting System Europe, anunciándose una tercera temporada en mayo de 2012, y emitida durante 2013. A esto se sumó la cuarta temporada en 2014, con un total de 26 episodios nuevos.
LazyTown ha tenido una gran aceptación. Se ha emitido en más de 100 países, y traduciéndose a más de una docena de lenguas. El programa ha recibido el premio alemán EMIL por la revista de TV Spielfilm.

## Argumento
La serie se centra en Stephanie (Julianna Rose Mauriello/Chloe Lang), una niña de 8 años que llega de vacaciones de verano en LazyTown y se sorprende del estilo de vida poco saludable que llevan sus nuevos amigos: Ziggy (manejado por Guðmundur Þór Kárason), Trixie (Sarah Burgess/Aymee García), Stingy (Jodi Eichelberger) y Pixel (manejado por Ronald Binion y Julie Westwood; voz de Kobie Powell). Cada uno de los niños con los que Stephanie se hace amiga poseen características negativas. Ziggy, que es bondadoso, quiere ser un superhéroe cuando sea mayor y tiene una dieta desequilibrada (sin frutas y verduras). Trixie es alborotadora con poco respeto por las reglas y otras personas. Pixel es solitario y pasa demasiado tiempo frente a su computador. Stingy tiene una actitud egocéntrica y es posesivo con sus pertenencias y casi todo en la ciudad. 
Ante el reclamo de Stephanie ante esta situación, su tío, el alcalde Milford Meanswell (David Matthew Feldman), consigue la ayuda del Guardián 10, Sportacus (Magnús Scheving), cuyo trabajo es incentivar a los niños de la ciudad a hacer deportes, ejercicio físico y comer frutas y vegetales (los cuales llama dulces sanos o sport-chuches), y también a ayudar a resolver los problemas que pudieran estar ocurriendo, los cuales son ocasionados la mayoría de las veces por el antagonista principal de la serie, Robbie Rotten (Robbie Retos en España, interpretado por Stefán Karl Stefánsson), un hombre perezoso que vive en un búnker debajo de la ciudad y que quiere mantener la pereza en ésta. Por lo general, Rotten idea un plan (muchas veces disfrazándose) para hacer que LazyTown regrese a ser perezosa y que Sportacus se vaya de la ciudad, pero sus planes siempre fallan y acaba siendo descubierto.

## Desarrollo
LazyTown comenzó como un libro de cuentos publicado en 1995 titulado Áfram Latibær! (¡Vamos a LazyTown!). En 1996, se mostró en Islandia una adaptación teatral del libro. La obra presentaba a Stephanie (interpretada por Selma Björnsdóttir) como una bailarina fuera de forma y a Sportacus, representado por Magnús Scheving, como un elfo enérgico. Los personajes de marionetas que se ven en la serie de televisión también aparecieron en forma humana, pero Robbie Rotten aún no existía. Otro espectáculo de segunda etapa titulado Glanni Glæpur í Latabæ (Robbie Rotten en LazyTown) debutó en 1999. Presentaba a Stefán Karl Stefánsson como Robbie Rotten y poseía versiones más finalizadas de los personajes.
LazyTown se hizo muy popular en Islandia y se realizaron giras con la obra de teatro. Nickelodeon Australia informó que para cuando la segunda obra terminó de gira, LazyTown se había convertido en un nombre familiar en Islandia. Se creó una variedad de productos relacionados en el país antes de que Scheving decidiera convertir LazyTown en un programa de televisión; estos incluyeron agua embotellada, muñecos de juguete y una estación de radio.
La intención del creador de la serie, Magnús Scheving, es convencer a los niños de los beneficios de la actividad física y de mostrar las habilidades del personaje principal Sportacus y la buena alimentación. Scheving, dos veces campeón europeo de aeróbic, es el creador, director y guionista de la serie, así como el intérprete del personaje principal, Sportacus.
LazyTown debutó en el canal Nick Jr., de la cadena estadounidense CBS. La primera temporada fue emitida desde el 16 de agosto de 2004 hasta el 18 de mayo de 2006. La serie fue renovada para una segunda temporada, emitida desde el 25 de septiembre de 2006 hasta el 15 de octubre de 2007.
En 2009 se estrenó LazyTown Extra, una serie derivada, para Latinoamérica el 14 y 15 de noviembre siendo un nuevo éxito de sintonía.
En 2011 Turner Broadcasting System Europe compra la franquicia; anunciando la tercera temporada en mayo de 2012, y emitiéndola desde el 13 de marzo hasta el 12 de diciembre de 2013. Esta nueva aventura tuvo algunos cambios, incluyendo a Chloe Lang, quien es la nueva Stephanie (interpretada originalmente por Julianna Rose Mauriello). Antes, Chloe había debutado en el segundo spin-off llamado "Super Sproutlet Show" del canal infantil Sprout, emitido en Estados Unidos en 2012. Sportacus (Magnús Scheving) usa un escudo en la parte trasera del traje, como se muestra en el tráiler oficial.
La cuarta temporada fue anunciada en agosto de 2013 y grabada entre finales de ese mismo año y principios de 2014. Se emitió desde el 10 de enero hasta el 13 de octubre de 2014. Magnús Scheving mantenía conversaciones para llevar a LazyTown al cine en un contrato con la productora Warner.
El 21 de agosto de 2018, falleció Stefán Karl Stefánsson (actor que interpretó a Robbie Rotten) tras luchar con el cáncer de las vías biliares.

## Producción
En la mayoría de los episodios, los únicos personajes interpretados por actores en vivo son Stephanie, Sportacus y Robbie Rotten. El resto de los personajes están representados como marionetas, realizadas por Neal Scanlan Studio y Wit Puppets. El programa fue filmado y producido en 380 Studios, un estudio construido especialmente cerca de Reykjavík, equipado con instalaciones de producción de HDTV de alta gama y una de las pantallas verdes más grandes del mundo. La superficie de producción es de 1800 metros cuadrados. El presupuesto para cada episodio fue de aproximadamente 70.000.000 ISK (cerca de un millón de dólares), aproximadamente cinco veces el costo promedio de un programa de televisión infantil en ese momento.
Los fondos fueron generados con un framework basado en Unreal Engine 3, creado por Raymond P. Le Gué y conocido como XRGen4. Las temporadas 3 y 4 de LazyTown se filmaron como de costumbre en los estudios LazyTown en Islandia, pero los efectos especiales fueron creados esta vez por Turner Entertainment en Atlanta.

## Episodios
| Temporada | Temporada | Episodios | Estados Unidos           | Estados Unidos          |
| Temporada | Temporada | Episodios | Inicio                   | Fin                     |
| --------- | --------- | --------- | ------------------------ | ----------------------- |
|           | 1         | 35        | 16 de agosto de 2004     | 18 de mayo de 2006      |
|           | 2         | 18        | 25 de septiembre de 2006 | 15 de octubre de 2007   |
|           | 3         | 13        | 13 de marzo de 2013      | 12 de diciembre de 2013 |
|           | 4         | 13        | 10 de junio de 2014      | 13 de octubre de 2014   |

## Emisión
En los Estados Unidos, el programa debutó en el bloque Nick Jr. el 16 de agosto de 2004 y se emitió hasta 2010. La segunda temporada debutó en los Estados Unidos en Nick Jr. en 2006. También se emitió en CBS en el bloque matutino de Nick Jr. on CBS, que se daba los sábados en la mañana. También se emitió en canal Nick Jr. (y en su antecesor Noggin). El 18 de abril de 2011, Sprout adquirió los derechos de televisión de Estados Unidos de LazyTown y comenzó a emitirse la serie el 5 de septiembre de 2011. Se emitió a diario en el canal hasta el 11 de septiembre de 2016. También se emite en el bloque NBC Kids de la NBC y en Telemundo.
En España, el programa ha sido emitido en Playhouse Disney, Clan TVE, La 2, Boing y en Cataluña por el Canal Super3; mientras que en Latinoamérica, el programa fue transmitido desde el 4 de abril de 2005 hasta el 23 de abril de 2013 por Discovery Kids y desde el 1 de abril de 2014 hasta el 2 de junio de 2019 se transmitió en Boomerang Latinoamérica, como parte de la renovación mundial del canal. En 2006, una versión doblada al español de LazyTown debutó en V-me, una cadena de televisión creada para el mercado hispano en los Estados Unidos.
En el Reino Unido fue emitido por Nick Jr., Noggin y CBeebies desde septiembre de 2005 hasta 2011-2012. La tercera y cuarta temporada fueron transmitidas por Cartoonito y Boomerang. Estas temporadas también se vieron en el canal de Viacom, Channel 5.
En Brasil, el programa se transmitió por primera vez en SBT, con posteriores transmisiones en Discovery Kids, Boomerang y Cartoon Network.
En la versión doblada al portugués, las nuevas temporadas se transmitieron por Cartoon Network en Portugal.
Las primeras temporadas también fueron emitidas por Nickelodeon Asia y Nickelodeon Australia.

## Secuelas

### LazyTown Extra
LazyTown Extra/Action Time! es un spin-off hecho fuera del set de grabación de LazyTown grabado a finales de 2008 en Islandia, aquí (en la mayoría de versiones) Ziggy se sube al avión del alcalde y viaja a distintos lugares de Latinoamérica, España o Reino Unido (dependiendo de la versión del programa) para jugar, conversar con niños y celebridades, conocer las costumbres, y ver las culturas. Cabe destacar que también existe una versión alternativa del programa y la trama llamada “Action Time!”, en la cual Ziggy no viaja por el mundo, si no que está en una habitación (de un fondo de colores) explicando de manera interactiva, el tema del episodio. Tiene segmentos especiales como:
- Sportacus enseña los super movimientos.
- Ziggy dice en que ciudad está y lo que cree que será la aventura (Cambia en la trama de Action Time!).
- Las grandes noticias de LazyTown con Milford y Bessie (episodios impares)/Las ideas de Stephanie y Trixie de comer sano y no jugar con la comida (episodios pares).
- Ziggy presenta a sus amigos y estos lo corrigen cada vez que dice sobre la actividad equivocada (Cambia en la trama de Action Time!).
- Stephanie enseña a bailar (episodios impares) / El consejo de Milford y Stingy (episodios pares).
- Los amigos le explican la actividad a Ziggy (Cambia en la trama de Action Time!).
- El consejo de Milford y Stingy (episodios impares) / Sportacus ejercita con los niños (episodios pares).
- Ziggy entrevista a sus amigos(Cambia en la trama de Action Time!).
- El desafío Sportacus con Pixel (episodios impares) / Los intentos fallidos de Robbie Rotten (episodios pares).
- Comentario final de Ziggy (Se Mantiene en todas las versiones).

LazyTown Extra, tuvo también su secuela en RTVE a través de Clan, en el que Ziggy, recorría distintas escuelas deportivas españolas, fue una Coproducción con RTVE (esta versión, también exhibió los segmentos de Action Time!)
LazyTown Extra fue donde por última vez participó Julianna Rose Mauriello para los episodios en Islandia, mientras que ella siguió trabajando en el programa, pero únicamente en giras, promocionando la tercera temporada hasta 2011.

### Obras teatrales
A mediados de 2007, comenzó la primera gira teatral en español, titulada El Show de LazyTown. Esta obra estaba basada en los episodios de la primera temporada de la serie Falso Sportacus, Exploradores perezosos, El pueblo más perezoso y Señorita Roberta. Tres elencos representaron la obra hasta mediados de 2008 en varias ciudades de Latinoamérica: el primero en Argentina, Perú y Venezuela, el segundo en México y Centroamérica, y el tercero en Brasil y Colombia. Brevemente, esta gira se retomó durante el año 2011 por el elenco argentino.
Debido al éxito obtenido y al reclamo del público infantil, desde finales de 2008 hasta 2009 se representó una segunda obra teatral, titulada LazyTown: Cumpleaños Sorpresa, la cual se basaba en los episodios de la segunda temporada de la serie Doble problema, El circo de LazyTown y Sorpresa de cumpleaños. Esta obra fue representada únicamente por los elencos de Argentina y Brasil. Paralelamente, el elenco mexicano interpretó entre 2009 y 2011 la obra LazyTown 2: Una aventura en el circo, similar a citada anteriormente, pero basada en los episodios Barbapodrida y El circo de LazyTown.

## Reparto
| Personaje                 | Actor/Actriz original | Doblaje para Hispanoamérica (Doblaje original - 1°-2° temporada) | Doblaje para España            | Doblaje venezolano (para V-me)                     | Doblaje para Hispanoamericano (Redoblaje (1° temporada) / 3°-4° temporada)        |
| ------------------------- | --- | --- | ------------------------------ | -------------------------------------------------- | --------------------------------------------------------------------------------- |
| Sportacus                 | Magnús Scheving Matthías Matthíasson (tema de apertura / voz cantada)                                                       | Pablo Ausensi Santiago Retti (voz cantada) René Pinochet (como el Pequeño Sportacus)                                                                                                 | David Robles                   | Jhonny Torres                                      | Orlando Noguera Romulo Bernal (voz cantada)                                       |
| Stephanie                 | Julianna Rose Mauriello (1-2) Chloe Lang (3-4)                                                                              | René Pinochet (en los episodios Bienvenidos a LazyTown e Insomnio en LazyTown) Andrea Pérez Dalannays (voz oficial de Stephanie 1.ª y 2.ª temporada) Miriam Aguilar (LazyTown Extra) | Mar Bordallo                   | Lilo Schmidt                                       | Carolina Ayala                                                                    |
| Robbie Rotten             | Stefán Karl Stefánsson (†)                                                                                                  | Alexis Quiroz | Roberto Encinas                | Salvador Pérez Luis Miguel Pérez (voz cantada)     | Jorge Luis García Romulo Bernal (voz cantada)                                     |
| Ziggy                     | Guðmundur Þór Kárason | Rodrigo Saavedra | Sara Vivas                     | Ledner Belisario                                   | Isabel Sesma (1 y 3) Andrea Fröhlich (temporada 4)                                |
| Stingy                    | Jodi Echeberberger | Carlos Díaz León Raúl Canales (voz cantada) | Adolfo Moreno                  | Héctor Indriago                                    | Jackeline Junguito Isabel Sesma (voz cantada) Andrea Fröhlich (Canción: "Es Mio") |
| Pixel                     | Ron Binion (voz) Kobie Powell (titiretero) Julie Westwood (titiritera) Chris Knowings (5 Episodios de la segunda temporada) | Sebastián Arancibia | Amparo Bravo                   | Rolman Bastidas                                    | José Elósegui Romulo Bernal (voz cantada)                                         |
| Trixie                    | Sarah Burgess (1-2) Aymee Garcia (Resto)                                                                                    | Jéssica Toledo | Yolanda Mateos                 | Melanie Henríquez Lilo Schmid (voz cantada)        | Patricia Azán                                                                     |
| Alcalde Milford Meanswell | David Matthew Feldman | Mario Santander (†) | Carlos Ysbert                  | Carmelo Fernández                                  | Orlando Noguera                                                                   |
| Srta. Bessie              | Julie Westwood | Viviana Navarro | Cristina Victoria Mayte Torres | María José Estévez Elena Díaz Toledo Yulika Krausz | Patricia Azán                                                                     |
| Estudio de doblaje        | La Jolla, California, EE. UU.                                                                                               | Doblajes Internacionales DINT, Santiago, Chile | Madrid                         | The Kitchen Inc., Caracas, Venezuela               | The Kitchen Inc., Miami, Florida, Estados Unidos                                  |
| Dirección de doblaje      | | Alma Wilhelme | Lara Rosales                   | Lilo Schmid                                        | Isabel Sesma Andrea Fröhlich Romulo Bernal                                        |
| Traducción al español     | N/A | ? | Ángeles Aragón                 | ?                                                  | ?                                                                                 |

## En la cultura popular
En 2007, la canción "You Are a Pirate" del episodio de la primera temporada "Rottenbeard" se convirtió en un meme de Internet. En 2011, la canción fue versionada por la banda de pirate metal Alestorm en su álbum Back Through Time.
La canción "We Are Number One" de la cuarta temporada también obtuvo popularidad, siendo nombrado meme del año en 2016 en Reddit. Los memes de Robbie Rotten comenzaron en octubre de ese año cuando Stefán Karl Stefánsson, el actor que interpretó a Robbie Rotten, anunció que le habían diagnosticado cáncer de vías biliares. El escritor principal de LazyTown, Mark Valenti, creó una página de GoFundMe para ayudar al actor mientras soportaba su enfermedad. "We Are Number One" y muchos otros videos de LazyTown se utilizaron para promover el esfuerzo de recaudación de fondos, que finalmente superó su objetivo de $ 100,000. Para agradecer a sus seguidores, Stefánsson celebró subiendo un video de esa canción interpretada con sus antiguos miembros del elenco y el compositor de LazyTown.
El 13 de agosto de 2017, Stefánsson fue declarado libre de cáncer después de una cirugía exitosa; sin embargo, murió el 21 de agosto de 2018 después de que su cáncer reapareciera.